# Palliduphantes kalaensis
Palliduphantes kalaensis là một loài nhện trong họ Linyphiidae.
Loài này thuộc chi Palliduphantes. Palliduphantes kalaensis được Robert Bosmans miêu tả năm 1985.